# Сассоли, Давид
Да́вид-Мари́я Сассо́ли (итал. David-Maria Sassoli; 30 мая 1956, Флоренция — 11 января 2022, Авиано, Фриули-Венеция-Джулия) — итальянский журналист и политик. Председатель Европейского парламента (2019—2022). Депутат Европейского парламента (2009—2022).

## Биография
Сын Миммо Сассоли, активиста левого крыла ХДП, группировавшегося вокруг Джорджо Ла Пира и Николы Пистелли (он также редактировал «Il Popolo» и «La Discussione»).
Давид Сассоли изучал политологию в римском университете «Сапиенца», но, не закончив курс обучения, занялся журналистикой.
Начинал журналистскую карьеру в небольших газетах и новостных агентствах, впоследствии сотрудничал в римской редакции ежедневного издания «Il Giorno», семь лет специализируясь на политической хронике. 3 июля 1986 года вступил в профессиональное объединение журналистов, с 1992 года работал на RAI в качестве специального корреспондента канала TG3, в то же время вёл вместе с Микеле Санторо программы «Il rosso e il nero» и «Tempo reale». В 2006—2009 годах являлся вице-директором телеканала TG1.
В 2009 году избран в Европейский парламент по списку Демократической партии.
17 июня 2009 года избран главой делегации ДП в Европарламенте.
В 2013 году участвовал в праймериз левоцентристов, имевших целью выдвижение единого кандидата на выборах мэра Рима (с результатом 26 % остался на втором месте после Иньяцио Марино).
В 2014 году переизбран в Европарламент, вновь по списку ДП, получив в Центральном избирательном округе одно из 7 мест, доставшихся его партии.
1 июля 2014 года избран заместителем председателя Европарламента, получив 393 голоса депутатов.
В январе 2017 года переизбран заместителем председателя Европарламента.
3 июля 2019 года избран председателем Европарламента. По итогам второго тура голосования он получил 345 голосов. Для победы необходимо было 334 голоса депутатов.
30 апреля 2021 года МИД России ввёл санкции против Сассоли (ему был закрыт въезд в Россию) и нескольких других европейских должностных лиц в ответ на санкции, введённые структурами Евросоюза против России после отравления Навального.

## Состояние здоровья и смерть
В 2011 году Сассоли в течение нескольких месяцев проходил курс лечения миеломы, в том числе ему была произведена трансплантация гемопоэтических стволовых клеток. В сентябре 2021 года был госпитализирован в Страсбурге по поводу легионеллёза, но уже в ноябре вернулся к работе, намереваясь бороться за переизбрание председателем Европарламента вопреки межфракционному соглашению, согласно которому вторую половину полномочий текущего созыва место спикера должен занимать представитель Европейской народной партии.
Скончался 11 января 2022 года из-за нарушений работы иммунной системы.
Прощание с политиком состоялось 14 января 2022 года в церкви Санта-Мария-дельи-Анджели-э-дей-Мартири в Риме.

## Личная жизнь
Жена Сассоли — Алессандра, у них двое детей — Джулио и Ливия. Сассоли увлекался классической музыкой, римской историей и садоводством.